# 麻生敬太郎
麻生 敬太郎（あそう けいたろう、1954年6月7日 - ）は、日本の男性俳優、声優。旧芸名、麻生敬。

## 概要
福岡県出身。麻生塾塾長。
2002年、麻生敬から麻生敬太郎に改名して劇団TA2を旗揚げし、2006年にはアローズプロを設立。また、芸能活動と並行して、新宿ゴールデン街のバーを経営する。この店はもともと俳優の井原啓介が経営していたが、井原が体調を崩したため、麻生が店を引き継いだ。

## 出演作品

### テレビドラマ
- その橋まで（1980年、NHK）
- 新・必殺仕事人 第19話 「主水 夜長にガッカリする」（1981年、朝日放送） - 魚津剛之進
- よーいドン（1982年、NHK）
- 壬生の恋歌（1983年、NHK）- 平間重助
- 東芝日曜劇場（TBS）
  - （第1620回）「春の雪ふる、女は…」（1988年）
  - （第1759回）「海のない港」（1990年）
- 新・部長刑事 アーバンポリス24 （1987年、朝日放送）
- 鬼平犯科帳（フジテレビ）
  - 第1シリーズ 第19話「むかしの男」（1989年）
  - 第3シリーズ 第14話「二つの顔」（1992年）
- 土曜ドラマ「恋愛模様」（1990年、NHK）
- 花真珠（1990年、よみうりテレビ）
- 鞍馬天狗（1990年、テレビ東京）
- 土曜ワイド劇場 京都島原殺人事件（1990年、フジテレビ）
- 喧嘩屋右近 第1シリーズ 第9話「命がけ!女金貸しの悲願」（1992年、テレビ東京）
- ドラマ30「野々山家の人々」（1994年、TBS）
- ドラマ30「野々山家の人々RETURN」（1995年、TBS)
- 水曜シリーズドラマ「夜会の果て」（1997年、NHK）
- 木綿のハンカチ２～ライトウインズ物語～（1999年、NHK）
- スイーツドリーム（2006年、TBS） - 戸部勝彦
- ハマドラ（2008年、TOKYO MX）
- 東海テレビ開局50周年記念「花衣夢衣」（2008年、東海テレビ･フジテレビ） - 医師

### 映画
- 映画だけが人生だ
- 龍帝 -DRAGON EMPEROR-

### オリジナルビデオ
- 義兄弟
- 打天使
- ハマドラ

### 劇場アニメ
- 名探偵コナン 沈黙の15分（2011年） - 朝倉優一郎[5]
- 名探偵コナン 11人目のストライカー（2012年） - 警備員
- 名探偵コナン 絶海の探偵（2013年） - 佐久間重吾[6]

### ゲーム
- 聖なるかな -The Spirit of Eternity Sword 2-（2007年） - ロドウィゴ
- インフィニットループ 古城が見せた夢（2008年） - ネルズ

### その他コンテンツ
- ナムコ・ナンジャタウン 「若返りの秘宝」